# Макменеми, Лори
Ло́ренс Макме́неми (англ. Lawrence McMenemy), более известный как Ло́ри Макме́неми (англ. Lawrie McMenemy; род. 26 июля 1936, Гейтсхед, Тайн-энд-Уир) — английский футболист и футбольный тренер. Кавалер Ордена Британской империи.

## Карьера
Макменеми родился в Гейтсхеде (Тайн-энд-Уир). Будучи бывшим гвардейцем, Лори начал свою футбольную карьеру в «Ньюкасл Юнайтед», хотя он так никогда и не появился в первой команде. В конце 1950-х Макменеми перешёл в «Гейтсхед», который недавно покинул футбольную лигу. Травма оборвала его карьеру в 1961 году, и он сменил вид деятельности, став тренером и проработав в «Гейтсхеде» три года.

## Карьера тренера

### «Бишоп Окленд»
В 1964 году он был назначен менеджером клуба вне-лиги «Бишоп Окленд» и превратил их в фаворитов Северной Лиги, а также довёл клуб до третьего раунда Кубка Англии.

### «Шеффилд Уэнсдей» и «Донкастер Роверс»
Затем Макменей переехал в «Шеффилд Уэнсдей», где провёл два года в качестве тренера, прежде чем получил роль менеджера «Донкастер Роверс», где он оставался до мая 1971 года, выиграв четвёртый дивизионный чемпионат в 1968-69 годах.